# Piper muneyporense
Piper muneyporense är en pepparväxtart som beskrevs av C. Dc.. Piper muneyporense ingår i släktet Piper och familjen pepparväxter. Inga underarter finns listade i Catalogue of Life.